# Isosomodes
Isosomodes is een geslacht van vliesvleugeligen uit de familie Eurytomidae. De wetenschappelijke naam van dit geslacht is voor het eerst geldig gepubliceerd in 1888 door Ashmead.

## Soorten
Het geslacht Isosomodes omvat de volgende soorten:
- Isosomodes azofiefai Gates & Hanson, 2009
- Isosomodes colombia Gates & Hanson, 2009
- Isosomodes giganteus (Ashmead, 1886)
- Isosomodes landoni Gates & Hanson, 2009
- Isosomodes nigriceps Ashmead, 1904
- Isosomodes paradoxus Gates & Hanson, 2009
- Isosomodes parkeri Gates & Hanson, 2009
- Isosomodes similis Gates & Hanson, 2009